# Scirpophaga nepalensis
Scirpophaga nepalensis là một loài bướm đêm trong họ Crambidae.